# Antepipona scuttelaris
Antepipona scuttelaris är en stekelart som beskrevs av Giordani Soika 1985. Antepipona scuttelaris ingår i släktet Antepipona och familjen Eumenidae. Utöver nominatformen finns också underarten A. s. pallidior.